# ザムトゲマインデ・アイルゼン
ザムトゲマインデ・アイルゼン (ドイツ語: Samtgemeinde Eilsen) は、ドイツ連邦共和国ニーダーザクセン州シャウムブルク郡の行政能力が十分でない5つの町村が共同で形成するザムトゲマインデ（集合自治体）である。このザムトゲマインデの行政中心はバート・アイルゼンにある。

## 地理

### 構成町村
このザムトゲマインデは、1974年3月1日の創設以来、以下の5町村で構成される。
1. アーンゼン (993人、3.43 km2)
2. バート・アイルゼン (2,563人、2.46 km2)
3. ブーフホルツ (739人、1.76 km2)
4. ヘーセン (1,422人、1.90 km2)
5. ルーデン (1,191人、4.35 km2)

人口は、2023年12月31日時点のものである。

## 行政

### 議会
ザムトゲマインデ・ニーンシュテットの議会は18議席からなる。

### 首長
ザムトゲマインデ長は、ヘルムート・クラウゼ（無所属）である。

## 引用
1. 1 2  Landesamt für Statistik Niedersachsen, LSN-Online Regionaldatenbank, Tabelle A100001G: Fortschreibung des Bevölkerungsstandes, Stand 31. Dezember 2023
2. ↑  Kurzinfo der Samtgemeinde Eilsen